# Indigofera letestui
Indigofera letestui är en ärtväxtart som beskrevs av Tisser. Indigofera letestui ingår i släktet indigosläktet, och familjen ärtväxter. Inga underarter finns listade i Catalogue of Life.